# Saxon (Album)
Saxon ist das Debütalbum der der gleichnamigen britischen Band. Es wurde am 21. Mai 1979 über Carrere Records veröffentlicht.

## Hintergrund
Das Album wurde mit John Verity von Januar bis März 1979 in den Livingston Recording Studios, Barnet, London, aufgenommen. Robert Price bediente als Toningenieur die Bandmaschine.

## Titelliste
Alle Titel wurden von Biff Byford, Paul Quinn, Graham Oliver, Steve Dawson and Pete Gill geschrieben.
| Nr. | Titel          | Länge |
| --- | -------------- | ----- |
| 1.  | Rainbow Theme  | 3:07  |
| 2.  | Frozen Rainbow | 2:29  |
| 3.  | Big Teaser     | 3:55  |
| 4.  | Judgement Day  | 5:31  |

| Nr. | Titel                    | Länge |
| --- | ------------------------ | ----- |
| 5.  | Stallions of the Highway | 2:52  |
| 6.  | Backs to the Wall        | 3:09  |
| 7.  | Still Fit to Boogie      | 2:53  |
| 8.  | Militia Guard            | 4:50  |

| Nr. | Titel                                                | Länge |
| --- | ---------------------------------------------------- | ----- |
| 9.  | Big Teaser (Son of a Bitch demo, 1978)               | 3:50  |
| 10. | Stallions of the Highway (Son of a Bitch demo, 1978) | 3:03  |
| 11. | Backs to the Wall (Son of a Bitch demo, 1978)        | 3:12  |
| 12. | Rainbow Theme (Son of a Bitch demo, 1978)            | 4:38  |
| 13. | Frozen Rainbow (Son of a Bitch demo, 1978)           | 2:32  |
| 14. | Backs to the Wall (BBC session)                      | 3:17  |
| 15. | Stallions of the Highway (BBC session)               | 2:47  |
| 16. | Motorcycle Man (BBC session)                         | 3:48  |
| 17. | Still Fit to Boogie (BBC session)                    | 2:46  |
| 18. | 747 (Strangers in the Night) (BBC session)           | 5:02  |
| 19. | Judgement Day (live, b-side „Suzie Hold On“)         | 5:40  |
| 20. | Still Fit to Boogie (live)                           | 2:38  |
| 21. | Backs to the Wall (live)                             | 3:25  |
| 22. | Stallions of the Highway (live)                      | 3:41  |

- Bonustitel 14–18, Recorded 1980-01-23, Tommy Vance’s Friday Rock Show, transmitted 15 February 1980.
- Bonustitel 20-22 recorded live at Donington, 1980.

## Mitwirkende
Saxon
- Biff Byford – vocals
- Graham Oliver – guitar
- Paul Quinn – guitar
- Steve Dawson – bass guitar
- Pete Gill – drums

Produktion
- John Verity – producer, engineer
- Robert Price – Tape Operator
- Livingstone Studios, UK – recording and mixing location

## Rezeption
Eduardo Rivadavia von AllMusic gab dem Album drei von fünf Sternen und beschrieb es in seiner gemischten Rezension als „die Ruhe vor dem Sturm“ im Hinblick auf den späteren Erfolg der Band und die aufkommende New Wave des britischen Heavy Metal. Rivadavia kritisierte auch die damals mangelnde Erfahrung der Band im Studio sowie ihr Plattenlabel Carrere, weil sie nicht wussten, „wie man einen Heavy-Metal-Sound auf Band festhält“, was bedeutet, dass das Album „nur auf Saxons wahre Persönlichkeit, Kraft und das Songwriting-Potenzial hinweist“. Er schrieb auch, dass der progressive Rock-Sound von Rainbow Theme/Frozen Rainbow und der Glam-Rock-Sound von Big Teaser und Still Fit to Boogie „einige anhaltende Zweifel an der musikalischen Richtung aufkommen ließen“, aber insgesamt „die LP dazu beigetragen hat, Saxon bekannt zu machen.“ Der kanadische Journalist Martin Popoff beurteilte das Album als „sanft aufgenommen und schüchtern in der Ausführung“ und erinnerte an „zu viele 70er-Jahre-Stile, die kaum zusammenpassten“, mit lediglich Andeutungen der „kompromissloseren Formen des Metals“, die Saxon in späteren Jahren produzieren würde.